# روابط اسرائیل و هند

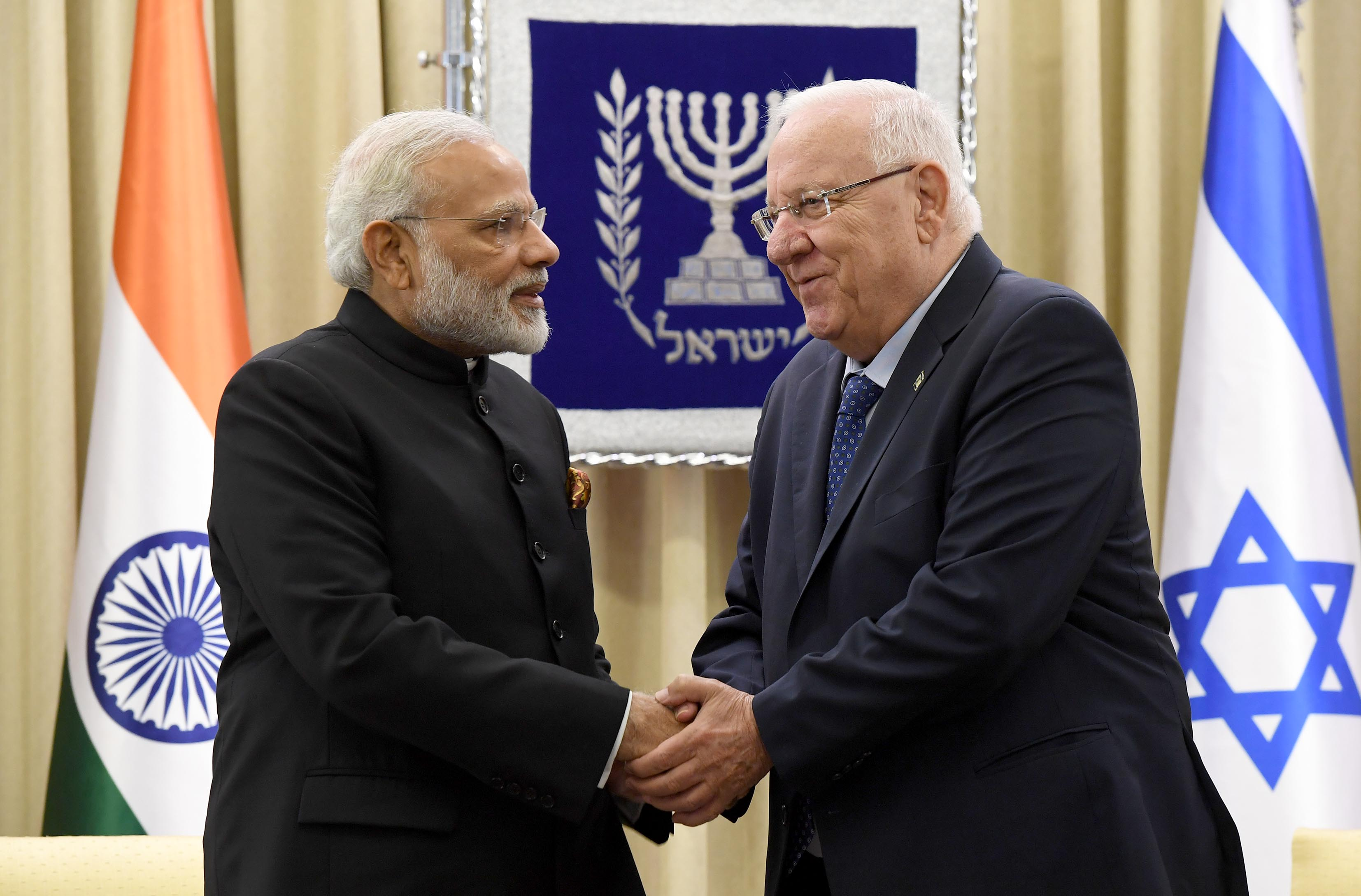
نارندرا مودی نخست وزیر هند در حال ملاقات با سران اسراییل

رابطه هندوستان با اسرائیل در دهه‌های گذشته فراز و نشیب بسیاری را طی کرده‌است.

## پیشینه
هند در سالیان درازی در همه مراجع بین‌المللی علیه اسرائیل رأی می‌داد و تمایلی به بهبود روابط با آن نداشت. اما با پایان جنگ سرد، دهلی نو در سیاست راهبردی خود، تغییراتی به عمل آورد. در واقع اگر در گذشته، اسرائیلی‌ها اغلب ابزار و متحدان استعمار بریتانیا شناخته می‌شدند و با آن‌ها برخورد احتیاط‌آمیزی می‌شد، پایان جنگ سرد فرصتی را برای تغییر مسیر سیاست خارجی هند فراهم کرد و با افتتاح سفارت اسرائیل در سال ۱۹۹۲ این نگاه تقویت شد. دراین‌بین قدرت‌گیری حزب بهاراتیا جاناتا بی جی پی در هند و توجه بیشتر به اهداف ملی هند موجب توجه بیشتر به اسرائیل شد.

## سال‌های اخیر
روابط دوسویه از زمان به قدرت رسیدن نارندرا مودی در سال ۲۰۱۴ میلادی نزدیک‌تر شد. در واقع سفر وزیر دفاع هند در ژوئن ۲۰۱۴ به اسرائیل سفر و فراهم کردن زمینه لازم برای دیدار رهبران در حاشیه مجمع عمومی در سپتامبر ۲۰۱۴ موجب توجه به همکاری در زمینه مسائل امنیتی، فناوری، جاسوسی شد. در همین راستا نیز در یک سال گذشته از یک سو نخست‌وزیر هند، اولین نخست‌وزیر هندی بود که از اسرائیل دیدار کرد و اخیراً نیز بنیامین نتانیاهو دومین نخست‌وزیر اسرائیلی است که به هند سفر کرده‌است.